# Hywel Francis
Pour les articles homonymes, voir Francis.
 (octobre 2017).
Si vous disposez d'ouvrages ou d'articles de référence ou si vous connaissez des sites web de qualité traitant du thème abordé ici, merci de compléter l'article en donnant les références utiles à sa vérifiabilité et en les liant à la section « Notes et références ».
David Hywel Francis (né le 6 juin 1946) et mort le 14 février 2021 est un historien gallois et un homme politique membre du Parti travailliste, qui a été député de la circonscription d'Aberavon de 2001 à 2015.

## Biographie
Hywel Francis a fréquenté la Whitchurch Grammar School puis l'école secondaire Llangatwg. Il a étudié à l'Université du Pays de Galles à Swansea, où il a obtenu un doctorat en histoire. Francis a continué à travailler à l'Université du Pays de Galles en tant que professeur en éducation permanente pour adultes avant d'être élu en 2001.
À l'Université du Pays de Galles, il a fondé la South Wales Miners’ Library. Il a également été président du Congrès du Pays de Galles à l'appui des communautés minières.  Hywel Francis est un défenseur de la langue galloise.
De 1999 à 2000, il est devenu conseiller spécial de Paul Murphy, Secrétaire d'État pour le Pays de Galles.  L'année suivante, il a été élu à la Chambre des communes et a été réélu en mai 2005. Il a été président du comité spécial des affaires galloises de 2005 à 2010.
Il a pris fait et cause pour  l'interdiction de fumer dans les restaurants en avril 2003 ainsi que pour interdiction de la chasse aux mammifères sauvages avec des chiens.
Le 22 novembre 2013, il  annonce qu'il ne briguera pas de nouveau le mandat de député d'Aberavon aux élections générales de 2015 et se retire de la vie politique. Stephen Kinnock, fils de l'ancien dirigeant travailliste Neil Kinnock, a été choisi pour succéder au Dr Francis en tant que candidat travailliste pour Aberavon et est élu député.